# Liste der Monuments historiques in La Villeneuve-lès-Charleville
Die Liste der Monuments historiques in La Villeneuve-lès-Charleville führt die Monuments historiques in der französischen Gemeinde La Villeneuve-lès-Charleville auf.

## Liste der Immobilien
| Bezeichnung       | Beschreibung            | Standort                 | Kennzeichnung | Schutzstatus | Datum | Bild           |
| ----------------- | ----------------------- | ------------------------ | ------------- | ------------ | ----- | -------------- |
| Kirche St-Nicolas | aus dem 12. Jahrhundert | Rue Saint-Nicolas (Lage) | PA00078898    | Classé       | 1916  | weitere Bilder |

## Liste der Objekte
| Bezeichnung               | Beschreibung           | Standort                        | Kennzeichnung | Schutzstatus | Datum | Bild |
| ------------------------- | ---------------------- | ------------------------------- | ------------- | ------------ | ----- | ---- |
| Skulptur Madonna mit Kind | Stein, 14. Jahrhundert | in der Kirche St-Nicolas (Lage) | PM51003668    | Inscrit      | 1996  |      |